# Sociedad Estudiantil de Socorro de Imam Ali
Sociedad Studiantil de Socorro de Imam Ali (Imam Ali's Popular Students Relief Soceity, en persa: جمعیت امام علی‎) es una onrganizacion no gubernamental (ONG), fundado en 1999 por Sharmin Meymandi Nejad, en Iran.
Soceidad Studiantil de Socorro de Imam Ali recibió estatus consultivo por parte del ECOSOC en 2010. Más que 10000 voluntarios trabajan en las oficinas en 10 provincias de Irán. La organización tuve proyectos temporales en Kenia y Pakistán también. 
Más que 4000 niños están ante la protección de la Sociedad Studiantil de Socorro de Imam Ali. 1000 de ellos son refugiados Afganos. También 700 de las mujeres en las áreas vulnerables están ante la protección.